# Kerewan Area Council
Der Kerewan Area Council (KAC) ist der Regionalrat der North Bank Region im westafrikanischen Staat Gambia mit Sitz in Kerewan. Den Rat führt ein Vorsteher (englisch Chairman) an. Seit den Regionalwahlen in Gambia 2018 am 12. Mai 2018, ist Malamin I. L. Bojang (United Democratic Party) Amtsinhaber dieser Position.

## Geschichte
Bei den Regionalwahlen 2018 sind folgende Ratsmitglieder gewählt: Kebba A. A. Jallow (UDP), Amadou Bah (GDC), Habibou Bah (GDC), Alhagie K. Saho (GDC), Alpha Khan (GDC), Tamsir Chune (GDC), Alhagie Panneh (UDP), Kebba Sawaneh (UDP), Sitokoto M. Kassama (UDP), Saikou Singhathe (UDP), Sambou Njai (UDP), Tumani B. M. Trawally (UDP), Momar F. Ndow (GDC), Papa Tunkara (GDC), Kalipha Jadama (NRP) und Pa Abdou Boye (PDOIS).